# North Star (Ohio)
Pour les articles homonymes, voir North Star.
North Star est un village américain situé dans le comté de Darke, dans l'Ohio. Selon le recensement de 2010, sa population est de 236 habitants.